# Logon

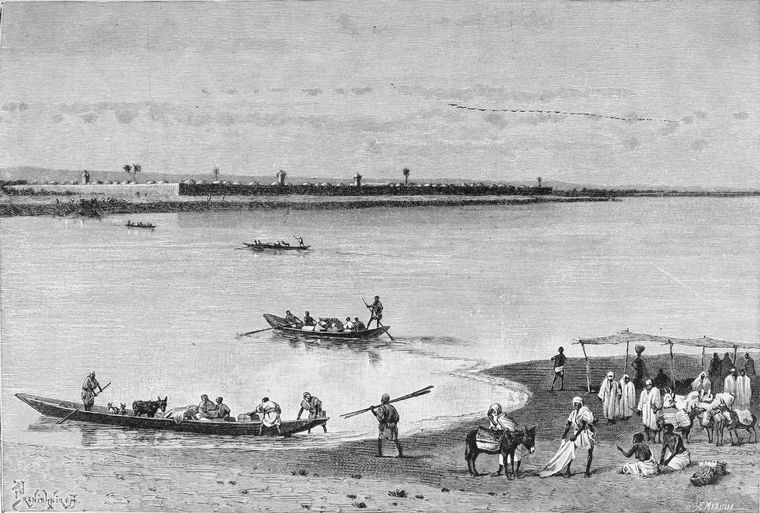
Rzeka Logon około 1892 r.

Logon (fr. Logone) – rzeka w Zachodniej Afryce, główny dopływ rzeki Szari.
Źródła Logonu znajdują się w zachodniej części Republiki Środkowoafrykańskiej, północnym Kamerunie i południowym Czadzie. Rzeka na pewnym odcinku tworzy naturalną granicę państwową między Kamerunem a Czadem.
Nad Logonem leży m.in. Moundou, drugie co do wielkości miasto Czadu oraz Kousséri, jedno z największych miast północnego Kamerunu. U ujścia Logonu do rzeki Szari położona jest Ndżamena, stolica Czadu.
W dolnym biegu Logonu na przestrzeni dziejów powstało kilka lokalnych państewek plemiennych (sułtanatów), takich jak Kousséri, Logon-Birni, Makari-Goulfey itp., które były politycznie zależne od królestw Bornu oraz Baguirmi.
Regiony administracyjne w Czadzie, Logon Wschodni oraz Logon Zachodni przejęły od rzeki swoje nazwy.
Dorzecze Logonu obejmuje powierzchnię ok. 78 tysięcy km². Do ważniejszych dopływów należą rzeki Mao Kabi i Tsanaga.